# Иранское нагорье
Ира́нское наго́рье (перс. فلات ایران‎) — самое восточное и наиболее обширное из Переднеазиатских нагорий. Простирается между Месопотамской низменностью на западе и долиной реки Инд на востоке; к северу располагаются Южно-Каспийская низменность, Туранская низменность и горная система Копетдаг, с юга — Персидский залив и Аравийское море, вдоль которых тянется прибрежная пустыня Гермсир. С запада к Иранскому нагорью примыкает Армянское нагорье, с востока — горная страна Памир. Протяжённость с запада на восток составляет до 2500 км, в меридиональном направлении — до 1500 км. Площадь около 2,7 млн км².
Нагорье преимущественно (2/3 территории) лежит в Иране, а также на территории Афганистана, Пакистана и Туркменистана.

## Геология
Иранское нагорье — геологическая формация, которая является частью Евразийской плиты, зажатой между Аравийской платформой и Индостанской плитой. Складчатые и складчато-глыбовые горы и нагорья чередуются с аккумулятивными равнинами и межгорными впадинами. Межгорные депрессии заполнены мощными толщами рыхлого обломочного материала, попавшего туда с окружающих гор. Озёра, ранее занимавшие самые низкие части впадин, высохли и оставили толщи соли и гипса.
По краям нагорья располагаются области, охваченные альпийским орогенезом, где наблюдается повышенная сейсмичность (например, Ашхабадское землетрясение 1948 года). Зоны интенсивных новейших поднятий перемежаются участками со складчатыми структурами более древнего возраста.
На территории нагорья имеются месторождения нефти, руд металлов, соли, бирюзы и прочих полезных ископаемых.

## Рельеф
Нагорье окаймлено несколькими горными хребтами. В северную периферическую дугу входят горы Эльбурс с вулканом Демавенд (5604 м), Туркмено-Хорасанские горы, Паропамиз и западные отроги Гиндукуша (гора Тиричмир, 7690 м). С юга и юго-запада тянутся горы Загрос (гора Зердкух, 4548 м) и хребты Мекранских гор. На востоке расположены горы Киртхар и Сулеймановы горы, а также хребты Спингар и Хиндурадж.
Внутренние области нагорья состоят из перемежающихся горных систем (Кухруд, Кухбенан, Среднеафганские горы и др.), плоскогорий (Серхед, Газни-Кандагарское и др.) и широких понижений, в которых располагаются пустынные бессточные области: Деште-Кевир, Деште-Лут, Дашти-Марго, Джазмурианская впадина, Систан, Машкель и другие.

## Климат и водные ресурсы
Климат северной части нагорья континентальный, субтропический; лето жаркое, зима сравнительно холодная. На юге климат переходит в тропический — жаркое лето и тёплая зима. Из-за того, что нагорье со всех сторон экранировано горами, на нём преобладает аридные условия. Среднегодовая норма осадков незначительна — от 50 до 150 мм. Отдельные районы увлажняются лучше — на северных склонах Эльбурса выпадает до 2000 мм, а на юго-восточных склонах Сулеймановых гор и их северных продолжениях — до 1000 мм.
Реки на Иранском нагорье короткие, сравнительно маловодны, часто используются для орошения. Наиболее крупные реки — Карун, Гильменд, Герируд. Большая часть рек стекает во внутренние бессточные впадины, где питают озёра, по большей части солёные: Резайе на северо-западе, Дерьячейе-Немек к югу от Тегерана, небольшие озёра Мехарлу, Дерьячейе-Тешк, Бехтеган, Кафтар, водохранилище Доружан на юго-западе нагорья. На границе Ирана и Афганистана располагается группа озёр Хамун.

## Почвы, флора и фауна
Почвы преимущественно представлены серозёмом. Растительность — пустынная и сухостепная. Пустыня Деште-Кевир — солончаковая, Деште-Лут — песчаная, Дашти-Марго — песчано-галечная. Степи с коричневыми почвами занимают главным образом склоны гор и внутренних нагорий. На северных склонах Эльбурса и западных склонах Загроса произрастают широколиственные леса на горных буролесных почвах. На восточных склонах гор Сулеймановых и Киртхар представлены горно-саванные ландшафты, редколесья и субтропические леса, в которых произрастают гималайские кедры и представители тропической флоры.
Животный мир преимущественно представлен грызунами и пресмыкающимися с широким распространением ядовитых вредных насекомых и паукообразных (тарантул, каракурт, скорпион). На озёрах имеются места зимовок многих перелётных птиц, некоторые области охраняются.